# Scelidosaurus
Scelidosaurus war eine Gattung der Vogelbeckensaurier aus der Gruppe der Thyreophora. Es waren gepanzerte, pflanzenfressende Dinosaurier, die im Unteren Jura lebten.

## Merkmale
Scelidosaurus erreichte eine Länge von rund vier Metern. Die Hinterbeine waren deutlich länger als die Vorderbeine; die Füße der vorderen Gliedmaßen waren jedoch gleich groß wie die der Hintergliedmaßen. Jeder Fuß endete in vier Zehen, wobei die innerste die kleinste war. Vermutlich bewegte sich dieser Dinosaurier meist auf allen vieren fort, konnte sich jedoch – etwa bei der Nahrungsaufnahme – auch auf die Hinterbeine aufrichten.
Die Panzerung dieses Tieres bestand aus Hornschuppen, die sich in Längsreihen entlang des Rückens und der Flanken erstreckten. Am Schwanz und an den Gliedmaßen befanden sich kleinere Schuppen, zusätzlich befanden sich zwei auffällige, dreieckige Knochenschuppen unmittelbar hinter dem Kopf. Der Schädel war verhältnismäßig langgestreckt, die Zähne waren klein und blätterförmig und an eine pflanzenfressende Ernährung angepasst.

## Entdeckung und Benennung
Fossile Überreste von Scelidosaurus wurden Mitte des 19. Jahrhunderts in Dorset in England gefunden und von Richard Owen erstbeschrieben. Der Name bedeutet „Gliederechse“ und spielt möglicherweise auf die stämmigen Beine an, Typusart ist S. harrisonii. Die Funde werden in den unteren Jura (Sinemurium) auf ein Alter von rund 200 bis 190 Millionen Jahre datiert.
In Arizona (USA) wurden in den 1980er-Jahren Knochen entdeckt, die ebenfalls von Scelidosaurus stammen könnten, eine eindeutige Zuordnung ist wegen der spärlichen Funde nicht möglich.

## Systematik

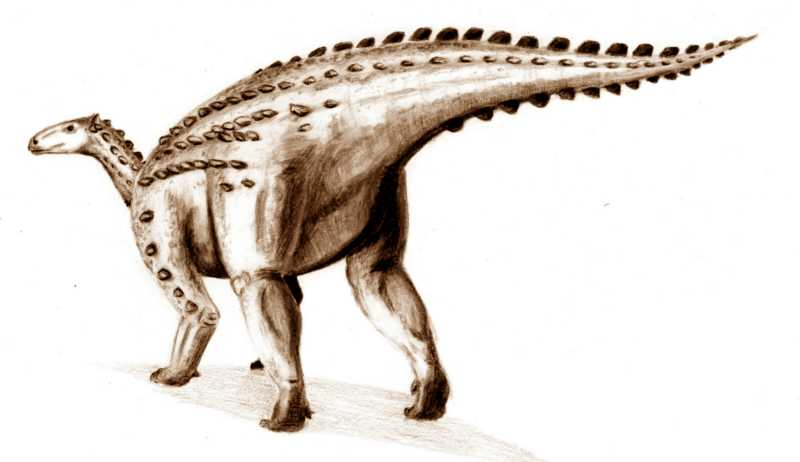
Zeichnerische Darstellung von Scelidosaurus harrisonii

Seit seiner Entdeckung war die systematische Stellung von Scelidosaurus umstritten. Es ist unumstritten, dass er innerhalb der Vogelbeckensaurier zur Gruppe der Thyreophora zählt, die unter anderem auch Stegosauria und Ankylosauria umfasst, und dass er ein verhältnismäßig früher und ursprünglicher Vertreter dieser Gruppe ist. Zeitweise galt er als Stego- oder Ankylosaurier, heutige phylogenetische Untersuchungen sehen in ihm die Schwestergruppe der Eurypoda (des gemeinsamen Taxons aus Stego- und Ankylosauriern). Ein mögliches Kladogramm ist:
|          | Scelidosaurus                                                |
|          |                                                              |
| Eurypoda | \| \| Stegosauria \| \| \| \| \| \| Ankylosauria \| \| \| \| |
|          | \| \| Stegosauria \| \| \| \| \| \| Ankylosauria \| \| \| \| |
|          | Stegosauria                                                  |
|          |                                                              |
|          | Ankylosauria                                                 |
|          |                                                              |

|  | Stegosauria  |
|  |              |
|  | Ankylosauria |
|  |              |

|          | Scelidosaurus                                                |
|          |                                                              |
| Eurypoda | \| \| Stegosauria \| \| \| \| \| \| Ankylosauria \| \| \| \| |
|          | \| \| Stegosauria \| \| \| \| \| \| Ankylosauria \| \| \| \| |
|          | Stegosauria                                                  |
|          |                                                              |
|          | Ankylosauria                                                 |
|          |                                                              |

|  | Stegosauria  |
|  |              |
|  | Ankylosauria |
|  |              |

Zusammen mit Bienosaurus, einem nur durch einen Unterkiefer bekannten Dinosaurier, bildet Scelidosaurus in manchen Systematiken die Familie der Scelidosauridae. Aufgrund der spärlichen Funde von Bienosaurus ist dies jedoch umstritten.